# 圣莫里斯昂古尔瓜
圣莫里斯昂古尔瓜（法語：Saint-Maurice-en-Gourgois，法語發音：[sɛ̃ moʁis ɑ̃ ɡuʁɡwa]）是法国卢瓦尔省的一个市镇，属于蒙布里松区。

## 地理
圣莫里斯昂古尔瓜（45°24'5"N, 4°11'0"E）面积31.83 平方千米，位于法国奥弗涅-罗讷-阿尔卑斯大区卢瓦尔省，该省份为法国中南部省份，北起顺时针与索恩-卢瓦尔省、罗讷省、伊泽尔省、阿尔代什省、上盧瓦爾省、多姆山省和阿列省接壤。
与圣莫里斯昂古尔瓜接壤的市镇（或旧市镇、城区）包括：卢瓦尔河畔欧雷克、马尔瓦莱特、阿博安、萨卢瓦尔、尚布勒、佩里尼厄、罗济耶科特多雷克、圣保罗昂科尔尼永。

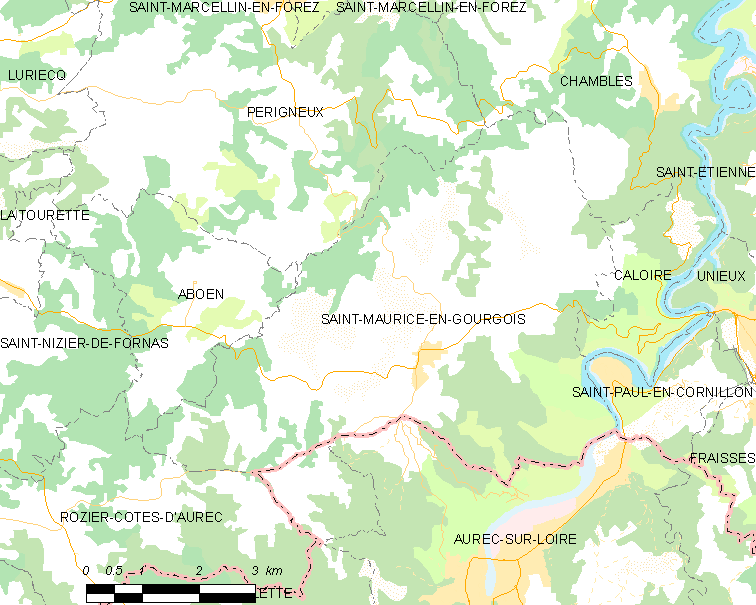
圣莫里斯昂古尔瓜的OSM定位图

圣莫里斯昂古尔瓜的时区为UTC+01:00、UTC+02:00（夏令时）。

## 行政
圣莫里斯昂古尔瓜的邮政编码为42240，INSEE市镇编码为42262。

## 政治
圣莫里斯昂古尔瓜所属的省级选区为圣瑞斯特-圣朗贝尔县。

## 人口

1962-2008年间圣莫里斯昂古尔瓜人口变化图示

圣莫里斯昂古尔瓜于2022年1月1日时的人口数量为1824人。